# Cardamine à feuilles de réséda
Cardamine resedifolia
Espèce
Classification phylogénétique
La Cardamine à feuilles de réséda (Cardamine resedifolia) est une espèce de plantes à fleurs de la famille des Brassicacées (ou Crucifères).

## Description
C'est une plante herbacée haute de 3 à 15 cm. Les feuilles inférieures sont entières, les supérieures divisées en 5 à 7 folioles ovales. Les pétioles sont munis de petites oreillettes. Les petites fleurs blanches sont disposées en grappes de 6 à 12. Elles ne s'épanouissent pas toutes en même temps, mais au fur et à mesure que la tige s'allonge ; en conséquence, les fruits ne sont pas mûrs simultanément.

## Distribution
En France : Alpes, Massif central, Pyrénées, Corse. Altitude de 1 700 à 3 300 m, parfois abyssale jusqu'à 1 000 m.

## Habitat
Rochers, éboulis, pelouses humides, combes à neige, sur silice.